# Государственная филармония Республики Саха (Якутия) им. Г. М. Кривошапко
Государственная филармония Республики Саха (Якутия) им. Г. М. Кривошапко (сокр. Якутская филармония) — государственное (республиканское) учреждение культуры в Республике Саха (Якутия). С 2013 года филармония носит имя заслуженной артистки РСФСР, заслуженного деятеля искусств РСФСР, народной артистки Якутской АССР. Г. М. Кривошапко.

## История
В 1991 году в городе Алдан Якутской АССР образовывается оркестр народных инструментов. В 1995 году учреждению присваивается статус и название «Государственный концертный оркестр Якутии» (ГКОЯ). Основателем и художественным руководителем является заслуженный работник культуры Российской Федерации (2020), российский дирижер Наталья Базалева.
В 2011 году ГКОЯ вошел в состав «Государственной филармонии Республики Саха (Якутия)», образованной указом президента Республики Саха (Якутия) Е. А. Борисовым.
В том же году Государственная филармония Якутии вступила в состав Союза концертных организаций России.
В 2014 году камерный ансамбль филармонии Camerata Yakutsk впервые выступил в Большом зале Московской консерватории им. П. И. Чайковского
В 2015 году коллектив квартета «Arco ARTico» становится дипломантом Международного фестиваля-конкурса скрипачей имени Леопольда Ауэра.
В 2017 году симфонический оркестр «Symphonica ARTica» под управлением главного дирижера Якутской филармонии Фабио Мастранджело выступил в Концертном зале Мариинского театра г. Санкт-Петербург

## Деятельность
Якутская филармония — главный организатор симфонических, камерных, скрипичных, других концертов в Республике Саха (Якутия). На концертных площадках проводит ежегодно более 200 концертов с охватом до 60 000 человек.
На 2024 филармония состоит из семи творческих коллективов:
Государственный симфонический оркестр Symphonica ARTica (2012 г.)
Государственный концертный оркестр Якутии (1991 г. филиал филармонии в г. Алдан)
Духовой оркестр Lena River Brass (2011 г.)
Симфонический хор (2016 г.)
Струнный ансамбль — Arco ARTico (2012 г.)
Камерный ансамбль — Camerata Yakutsk (2013 г.)
Ансамбль балалаечников «БалАнс» (2006 г.)
Филармония Якутии тесно сотрудничает с Государственным академическим Мариинским театром (г. Санкт-Петербург), а также с Государственной академической капеллой Санкт-Петербурга в качестве организатора совместных концертных мероприятий.
Является участником многочисленных мастер-классов, турниров, фестивалей, концертов как на территории Российской Федерации так и за ее пределами, в частности в Финляндии, Франции, Бразилии, Южной Корее и т. д.